# 贝希特斯加登地区县
贝希特斯加登地区县（Landkreis Berchtesgadener Land）是德国巴伐利亚州的一个县，隶属于上巴伐利亚行政区，首府巴特赖兴哈尔。

## 華語譯名
由於兩岸對於德國行政區「Landkreis」翻譯的不同，台灣稱為「貝希特斯加登地區郡」；中國大陸稱為「贝希特斯加登地区縣」。

## 地理
贝希特斯加登地区县的东面、南面和西南面被奥地利的萨尔茨堡州包围，西北面和北面与特劳恩施泰因县相邻。